# Lemon (canción)
«Lemon» (Limón) es la cuarta canción y segundo sencillo del álbum de 1993 de la banda de rock irlandesa U2, Zooropa. La canción ha sido descrita como de un estilo disco alemán futurista.
Bono escribió Lemon luego de ver un vídeo de su madre vistiendo un vestido color limón como dama de honor.

## En directo
La canción fue interpretada en directo por el grupo en los últimos 10 conciertos del Zoo TV Tour, pertenecientes a la 5ª manga, llamada Zoomerang-New Zooland, de 1993. En este momento, Bono cantaba caracterizado como "Mr. MacPhisto". La canción enlazaba al final con With or Without You.
Durante el PopMart Tour de 1997-98 se utilizó una pregrabación del "Perfecto Mix" de la canción. Esto sucedía mientras la banda desaparecía del escenario y un limón gigante de la escenografía se desplazaba, corriendo su envoltorio transformándose en una bola de espejos. Luego del tema, los integrantes de la banda salían de dentro del mismo y se disponían a tocar Discothèque.
Nunca más ha vuelto a ser interpretada en directo por el grupo desde entonces.

## Charts
| Año  | Sencillo | Chart                                 | Posición |
| ---- | -------- | ------------------------------------- | -------- |
| 1993 | "Lemon"  | US Modern Rock Tracks                 | #3       |
| 1993 | "Lemon"  | US Hot Dance Music/Club Play          | #1       |
| 1993 | "Lemon"  | US Hot Dance Music/Maxi-Singles Sales | #16      |
| 1993 | "Lemon"  | Australian ARIA Charts                | #6       |

- Datos: Q2340518